# Нинські Станові
Нинські Станові (хорв. Ninski Stanovi) — населений пункт у Хорватії, у Задарській жупанії у складі міста Нин.

## Населення
Населення за даними перепису 2011 року становило 358 осіб.
Динаміка чисельності населення поселення:

## Клімат
Середня річна температура становить 14,54 °C, середня максимальна – 27,88 °C, а середня мінімальна – 1,73 °C. Середня річна кількість опадів – 901 мм.
| Клімат поселення                              | Клімат поселення | Клімат поселення | Клімат поселення | Клімат поселення | Клімат поселення | Клімат поселення | Клімат поселення | Клімат поселення | Клімат поселення | Клімат поселення | Клімат поселення | Клімат поселення | Клімат поселення |
| Показник                                      | Січ.             | Лют.             | Бер.             | Квіт.            | Трав.            | Черв.            | Лип.             | Серп.            | Вер.             | Жовт.            | Лист.            | Груд.            |                  |
| Середній максимум, °C                         | 10,80            | 11,40            | 14,09            | 17,14            | 21,69            | 25,48            | 27,88            | 27,57            | 23,66            | 19,37            | 14,11            | 11,22            |                  |
| Середня температура, °C                       | 6,26             | 6,85             | 9,54             | 12,60            | 17,16            | 20,95            | 24,08            | 23,79            | 19,86            | 15,58            | 10,31            | 7,43             |                  |
| Середній мінімум, °C                          | 1,73             | 2,32             | 5,00             | 8,06             | 12,62            | 16,41            | 20,30            | 19,98            | 16,07            | 11,78            | 6,53             | 3,64             |                  |
| Норма опадів, мм                              | 75               | 64               | 66               | 73               | 68               | 57               | 33               | 52               | 102              | 110              | 106              | 95               |                  |
| Середньомісячна швидкість вітру, м/с          | 2.72             | 2.84             | 3.05             | 2.92             | 2.53             | 2.36             | 2.37             | 2.26             | 2.42             | 2.55             | 3.10             | 2.98             |                  |
| Середньомісячна сонячна радіація, кДж/м²·день | 4906             | 7642             | 11308            | 16119            | 20474            | 22529            | 24237            | 21032            | 15460            | 9829             | 5334             | 4161             |                  |
| --------------------------------------------- | ---------------- | ---------------- | ---------------- | ---------------- | ---------------- | ---------------- | ---------------- | ---------------- | ---------------- | ---------------- | ---------------- | ---------------- | ---------------- |
| Джерело:                                      |                  |                  |                  |                  |                  |                  |                  |                  |                  |                  |                  |                  |                  |